# Đại học Công nghệ Suranaree
Đại học Công nghệ Suranaree (viết tắt: SUT, tiếng Thái: มหาวิทยาลัยเทคโนโลยีสุรนารี (Royal Thai General System: Suranari University of Technology)) là một trường đại học tại tỉnh Nakhon Ratchasima, Thái Lan. Trường đại học này được thành lập ngày 27 tháng 7 năm 1989 và hoạt động đầy đủ vào năm 1993. Trường được đặt tên theo Thao Suranaree, nữ anh hùng của Nakhon Ratchasima.